# Copa de la Reina de Baloncesto 1988-89
La Copa de la Reina de Baloncesto 1988-89 corresponde a la 27ª edición de dicho torneo. Se celebró entre el 6 y 7 de mayo de 1989 en el Pabellón Los Cristianos de Arona. 
La disputan los 4 primeros clasificados al finalizar la liga, pero queda excluido de la clasificación el Caja Toledo al ser un equipo organizado por la FEB para preparar jugadoras de cara a las olimpiadas de Barcelona'92. Se juega una final a 4 a un solo partido en una sede fija. El campeón se clasifica para la Copa Ronchetti 1989-90.

## Desarrollo
Los incidentes no alargaron la final tal y como ocurriera en la Copa anterior, aunque la final de consolación sí que lo hubo. Un incendio en un inmueble cercano al pabellón de Santa Cruz de Tenerife llenó de humo la pista y obligó a la interrupción del encuentro en el minuto cinco. La situación se pudo solucionar rápidamente y el partido se reanudó poco después.

## Fase final
|  | Semifinales    | Semifinales    | Semifinales  |              |               | Final          | Final          | Final        |  |
|  | 6 de mayo      | 6 de mayo      | 6 de mayo    |              |               | 7 de mayo      | 7 de mayo      | 7 de mayo    |  |
|  |                |                |              |              |               |                |                |              |  |
|  |                |                |              |              |               |                |                |              |  |
|  | C. B. Tortosa  | C. B. Tortosa  | 74           |              |               |                |                |              |  |
|  | C. B. Tortosa  | C. B. Tortosa  | 74           |              |               |                |                |              |  |
|  | Natural Cusí   | Natural Cusí   | 58           |              |               |                |                |              |  |
|  | Natural Cusí   | Natural Cusí   | 58           |              | C. B. Tortosa | C. B. Tortosa  | 71             |              |  |
|  |                |                |              |              | C. B. Tortosa | C. B. Tortosa  | 71             |              |  |
|  |                |                | C. D. Xuncas | C. D. Xuncas | 56            |                |                |              |  |
|  | C. D. Xuncas   | C. D. Xuncas   | C. D. Xuncas | C. D. Xuncas | 56            | 74             |                |              |  |
|  | C. D. Xuncas   | C. D. Xuncas   |              |              |               | 74             |                |              |  |
|  | Cepsa Tenerife | Cepsa Tenerife | 57           |              |               | Tercer lugar   | Tercer lugar   | Tercer lugar |  |
|  | Cepsa Tenerife | Cepsa Tenerife | 57           |              |               | Tercer lugar   | Tercer lugar   | Tercer lugar |  |
|  |                |                |              |              |               |                |                |              |  |
|  |                |                |              |              |               | Natural Cusí   | Natural Cusí   | 79           |  |
|  |                |                |              |              |               | Natural Cusí   | Natural Cusí   | 79           |  |
|  |                |                |              |              |               | Cepsa Tenerife | Cepsa Tenerife | 82           |  |
|  |                |                |              |              |               | Cepsa Tenerife | Cepsa Tenerife | 82           |  |
|  |                |                |              |              |               |                |                |              |  |

### Final
| 7 de mayo de 1989, 12:00 | C. B. Tortosa                      | 71–56       | C. D. Xuncas                      |                                                                                   |  |
|                          | Marcador por tiempos: 36–23, 35–33 |             |                                   |                                                                                   |  |
|                          | Estadísticas Kim Hampton 27        | Reporte Pts | Estadísticas Antoniette Norris 17 | Pabellón: Pabellón Los Cristianos, Arona Árbitros: Ángel Recuenco, Pilar Landeira |  |

| Ganadoras de la Copa de la Reina 1988-89 |
| ---------------------------------------- |
| C. B. Tortosa 4º título                  |